# Gränum
Gränum är en tätort i Olofströms kommun. Gränum ligger ca en mil söder om Olofström. 

## Ortnamn
Ortnamnet Gränum har tolkats som en böjning av det fornblekingska ordet graeni – grandunge, bestånd av gran. 

## Befolkningsutveckling
| Befolkningsutvecklingen i Gränum 1960–2020                        | Befolkningsutvecklingen i Gränum 1960–2020 | Befolkningsutvecklingen i Gränum 1960–2020 | Befolkningsutvecklingen i Gränum 1960–2020 | Befolkningsutvecklingen i Gränum 1960–2020 |
| ----------------------------------------------------------------- | ------------------------------------------ | ------------------------------------------ | ------------------------------------------ | ------------------------------------------ |
|                                                                   |                                            |                                            |                                            |                                            |
| År                                                                |                                            |                                            | Folkmängd                                  | Areal (ha)                                 |
| 1960                                                              | 1960                                       |                                            | 198                                        | ¤                                          |
| 1965                                                              | 1965                                       |                                            | 218                                        |                                            |
| 1970                                                              | 1970                                       |                                            | 243                                        |                                            |
| 1975                                                              | 1975                                       |                                            | 293                                        |                                            |
| 1980                                                              | 1980                                       |                                            | 307                                        |                                            |
| 1990                                                              | 1990                                       |                                            | 281                                        | 35                                         |
| 1995                                                              | 1995                                       |                                            | 257                                        | 35                                         |
| 2000                                                              | 2000                                       |                                            | 232                                        | 37                                         |
| 2005                                                              | 2005                                       |                                            | 211                                        | 37                                         |
| 2010                                                              | 2010                                       |                                            | 223                                        | 37                                         |
| 2015                                                              | 2015                                       |                                            | 223                                        | 59                                         |
| 2020                                                              | 2020                                       |                                            | 254                                        | 59                                         |
| Anm.: Ny tätort 1965 ¤ Som tätortsbebyggelse med 150-199 invånare |                                            |                                            |                                            |                                            |

## Samhället
I tätorten bor drygt 200 personer, och det finns lågstadieskola, förskola och fritids. 
Här finns också ett bränneri (numera museum) och de byggnader som inrymde mejeriet och stärkelsefabriken.

## Idrott
Idrottsföreningen Gränums IF bildades 1937. Idrottsplatsen heter Skogsvallen och invigdes 1952.